# Prosopocoilus myrmecoleon
Prosopocoilus myrmecoleon là một loài bọ cánh cứng trong họ Lucanidae. Loài này được Schaufuss mô tả khoa học năm 1887.